# 博吉考派泰尔德
博吉考派泰尔德，是匈牙利巴兰尼亚州所辖的一个村。总面积17.43平方公里，总人口342，人口密度19.6人/平方公里（2011年1月1日）。